# Advanced Mobile Location
Advanced Mobile Location (afgekort AML) is een open sourcetechnologie waarmee een smartphone bij een noodoproep aan de hulpdiensten automatisch zijn precieze locatie aan de meldkamer doorgeeft. Bij toestellen die ermee uitgerust zijn worden bij een noodoproep naar een alarmnummer automatisch de locatiediensten van het toestel ingeschakeld. Het toestel probeert dan aan de hand van WiFi-signalen en satellietnavigatiesystemen zoals gps zijn locatie zo precies mogelijk te bepalen. Indien deze niet beschikbaar zijn gebruikt het toestel de gegevens van de gsm-mast waarmee het in verbinding staat. Vervolgens stuurt het de beschikbare locatiegegevens door via een sms-bericht of via HTTPS naar een vooraf bepaald endpoint, waar de hulpdiensten erover kunnen beschikken. Locatiegegevens worden enkel doorgegeven bij een noodoproep en worden normaal gezien niet opgeslagen door de provider. 
Traditioneel kunnen de hulpdiensten in de meeste landen een oproeper enkel precies lokaliseren indien deze van een vaste lijn belt, waarbij het adres van de vaste telefoonverbinding automatisch wordt doorgegeven. Bij oproepers die van een mobiele telefoon bellen wordt enkel de locatie van de gsm-mast waarmee het toestel in verbinding staat doorgegeven. Daardoor betreft de mogelijke locatie in landelijke gebieden al gauw een gebied van enkele vierkante kilometers. Met AML kan de locatie van de beller tot enkele tientallen meters nauwkeurig worden bepaald, wat tot 4.000 keer preciezer kan zijn dan enkel via mastbepaling.

## Geschiedenis
De standaard werd sinds 2011 ontwikkeld in het Verenigd Koninkrijk door telecombedrijf British Telecom, mobiele netwerkoperator EE en smartphonefabrikant HTC en in 2015 gepubliceerd door de European Emergency Number Association (EENA). De Europese standaardiseringsorganisatie ETSI kijkt ook naar de mogelijkheden tot standaardisatie van AML; in maart 2016 publiceerde ze een technisch rapport over de standaard. Sindsdien dringen EENA en de Europese Commissie (via het 'HELP 112'-project) er bij overheden en smartphonefabrikanten op aan de AML-standaard toe te passen. In juli 2016 meldde Google dat het de AML-standaard onder de naam 'Emergency Location Service' in bijna alle Androidtoestellen (vanaf versie 2.3 Gingerbread) had geïntegreerd. Anno 2017 waren enkel toestellen werkend op Android uitgerust met AML; toestellen van andere fabrikanten zoals Apple beschikten (ondanks aandringen van EENA) nog niet over de technologie. In januari 2018 kondigde Apple echter aan dat in iOS versie 11.3, dat in het voorjaar van 2018 zou uitkomen, AML beschikbaar zou zijn.

## Implementatie per land

### België
Sinds juni 2017 zijn de Belgische Hulpcentra 100/112 en de Communicatie- en Informatiecentra in staat AML-locatieberichten te ontvangen van smartphones met een Belgische simkaart. De technologie is onder andere al van pas gekomen toen een groep wandelaars in de provincie Luik dringend medische hulp nodig hadden voor een kind met een beenbreuk. De wandelaars kwamen net uit een bos en konden geen adres doorgeven aan de hulpdiensten, maar dankzij AML wisten deze de wandelaars toch te lokaliseren en stuurden vervolgens de hulpdiensten naar de dichtstbijzijnde weg.
Naast de invoering van de AML-technologie werd in juni 2017 tevens de mobiele app '112 BE' gelanceerd, waarmee men in België ook de hulpdiensten kan bereiken. Wanneer men met de app een noodoproep doet, geeft deze net als bij AML de exacte locatie van het toestel door aan de hulpdiensten. Naast de locatiefunctie biedt de app ook de mogelijkheid om medische gegevens of ICE-contacten op te slaan, die bij een noodoproep eveneens aan de hulpdiensten worden doorgegeven. Ook kan de operator bij een noodoproep een chatfunctie activeren waarmee met de beller kan worden gecommuniceerd indien deze niet kan praten. Verder kan de noodcentrale de smartphone van de beller via de app laten rinkelen indien de hulpdiensten hem moeilijk kunnen vinden. De app werkt echter niet buiten België.

### Nederland
In 2015 werd in de meldkamer Hollands-Midden het VIL-systeem ('Vaststelling Incident Locatie') ingevoerd. Daarbij kan de meldkamer een sms met een internetlink sturen naar een beller in nood. Wanneer de beller de internetlink opent, worden de locatiegegevens van het toestel van de beller met de meldkamer gedeeld. Hiervoor is wel vereist dat het toestel zo is ingesteld dat het locatiedeling met websites toestaat. Het VIL-systeem is sindsdien op twee jaar tijd in alle meldkamers in Nederland ingevoerd.
In januari 2018 heeft minister van Justitie en Veiligheid Ferdinand Grapperhaus de Tweede Kamer geïnformeerd over de verdere uitrol van locatiebepaling in Nederland. Daarbij gaf hij aan dat eerst de lopende vernieuwing van de communicatie-infrastructuur afgerond moest worden, zodat een AML-systeem doeltreffend erop aangesloten kon worden. Ook zouden de mobiele netwerkoperatoren inspanningen moeten leveren om AML in te voeren. In januari 2018 bracht onderzoeksorganisatie TNO tevens een technisch advies uit dat de minister ook aan de Tweede Kamer overmaakte. In het advies zijn ook de resultaten van workshops rond het alarmnummer 112 opgenomen die in oktober 2017 door EENA georganiseerd werden. Ook werd relevante ervaring van ASTRID uit België meegenomen. De minister gaf ten slotte aan dat men de intentie had de implementatie van AML in 2018 te voltooien, en dat men daarnaast ook werk wou maken van een mobiele 112-app.
Sinds maart 2019 is AML voor Androidtoestellen vanaf versie 4.0 ingevoerd. Voor iOS-toestellen heeft de invoering van AML later in 2019 plaats gevonden.

### Andere landen
Naast België is AML anno december 2018 beschikbaar op alle mobiele netwerken in Estland, Finland, Ierland, IJsland, Litouwen, Nieuw-Zeeland, Oostenrijk (enkel voor Android), Slovenië en het Verenigd Koninkrijk. AML is ook al beschikbaar in sommige regio's van Duitsland en de Verenigde Staten. Anno december 2018 voeren tevens nog acht andere landen in Europa testen uit om AML te implementeren.